# Monte Nimba
Il monte Nimba è una montagna situata al confine tra  Costa d'Avorio, Guinea e Liberia paesi dei quali costituisce la massima elevazione, ed è una delle vette principali dell'Africa occidentale.

## Geografia
Il monte Nimba si eleva ad un'altezza di 1.752 metri sul livello del mare. Un crinale lo collega verso sud-ovest al Monte Richard-Molard (circa 1280 m di quota), che costituisce il punto di convergenza tra Costa d'Avorio, Guinea e Liberia.
Domina sulla savana circostante e i suoi versanti sono coperti da fitte foreste. Sulla sommità sono presenti pascoli. L'intera regione è di grande interesse ecologico ed è ricca di miniere di ferro.

## Protezione della natura
La riserva naturale integrale del Monte Nimba è patrimonio mondiale dell'UNESCO dal 1981.